# Dawson (Georgia)
Dawson es una ciudad ubicada en el condado de Terrell en el estado estadounidense de Georgia. En el censo de 2000, su población era de 5058 habs.
Este es el pueblo natal del cantante de soul, Otis Redding (1941-1967).

## Demografía
En el 2000 la renta per cápita promedia del hogar era de $24,140, y el ingreso promedio para una familia era de $25,511. El ingreso per cápita para la localidad era de $10,752. Los hombres tenían un ingreso per cápita de $26,006 contra $18,629 para las mujeres.

## Geografía
Dawson se encuentra ubicado en las coordenadas 31°46′26″N 84°26′27″O / 31.77389, -84.44083 (31.773969, -84.440870).
Según la Oficina del Censo, la localidad tiene un área total de 9,5 km² (3,7 mi²), de la cual 9,5 km² (3,7 mi²) es tierra y 0 km² (0 mi²) (0.00%) es agua.